# Mètode champenoise

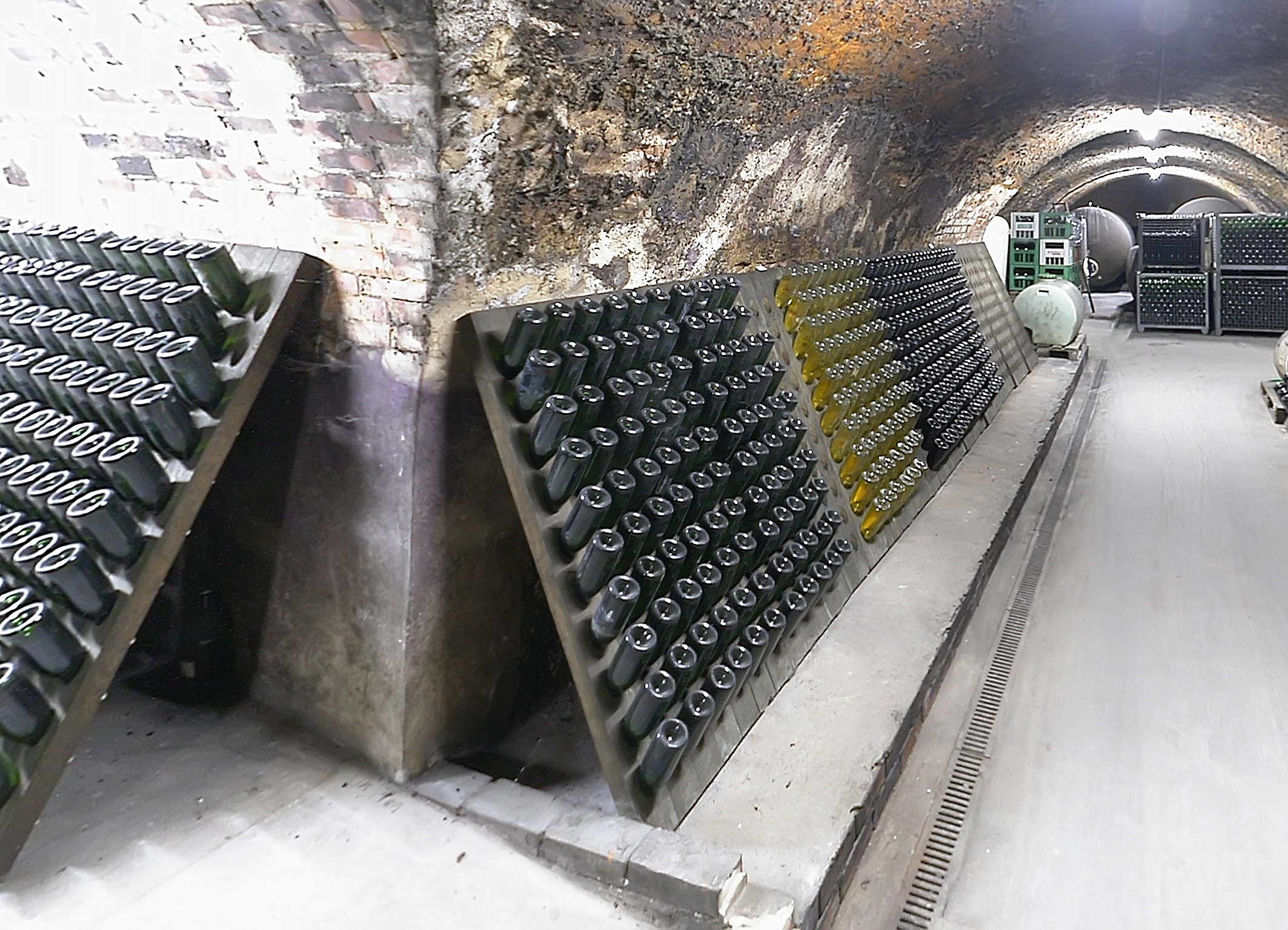
El celler

El mètode champenoise és el procediment per fer un vi escumós a l'estil de la regió de Champagne. La identificació en l'ampolla permet diferenciar que el CO2 és aconseguit per la mateixa fermentació i es visualitza per una bombolla més petita que els vins escumosos tradicionals. És el mètode emprat per obtenir el xampany a França o el cava a Catalunya, on es coneix com a mètode tradicional. En aquest estadi, l'ampolla de xampany es tapa amb un tap de suro especial. Després es col·loca de tal manera que els sediments o pòsits cauen dins del coll de l'ampolla, llavors es congela el coll, submergint-lo en una solució a -25 °C, i es treu el tap i els sediments congelats.

## Segona fermentació

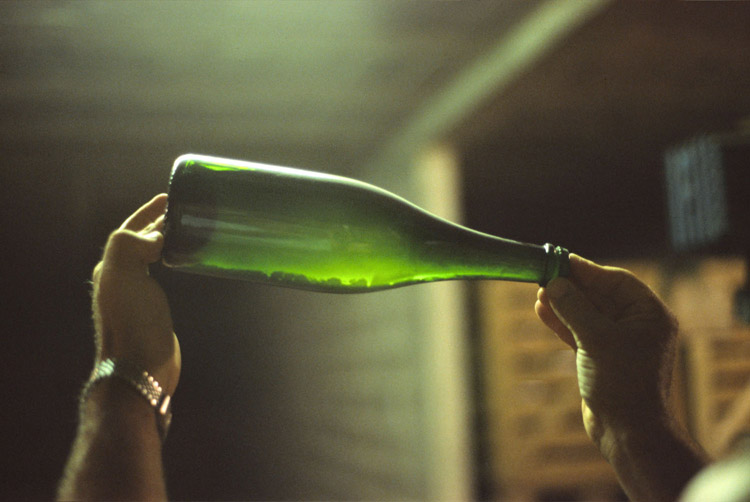
Cava amb sediments abans del degollament

Després d'una primera fermentació i embotellat, es produeix una segona fermentació alcohòlica en l'ampolla. Aquesta segona fermentació és induïda afegint alguns grams de llevat (normalment Saccharomyces cerevisiae encara que cada marca té la seva pròpia recepta secreta) i diversos grams de sucre en roca (licor de tiratge).
El mètode tradicional pròpiament dit comença amb el tiratge, l'embotellament del vi base afegint-hi el licor de tiratge. És una mescla de vi blanc, de sucre i de llevats que, en fermentar, produiran el diòxid de carboni i l'aroma característic. Les ampolles es deixen en repòs en posició horitzontal en caves, en foscor i quietud, i a una temperatura constant d'uns 15 °C. La durada de la criança és, com a mínim, de nou mesos.
Per eliminar les restes de llevats i d'impureses es fa l'operació de remogut que es du a terme situant les ampolles inclinades en pupitres inclinats. L'objectiu és acumular els sediments ran del tap. Tradicionalment aquest procés es feia manualment girant cada ampolla diàriament un vuitè de volta al mateix temps que s'augmenta la inclinació.

## Degollament

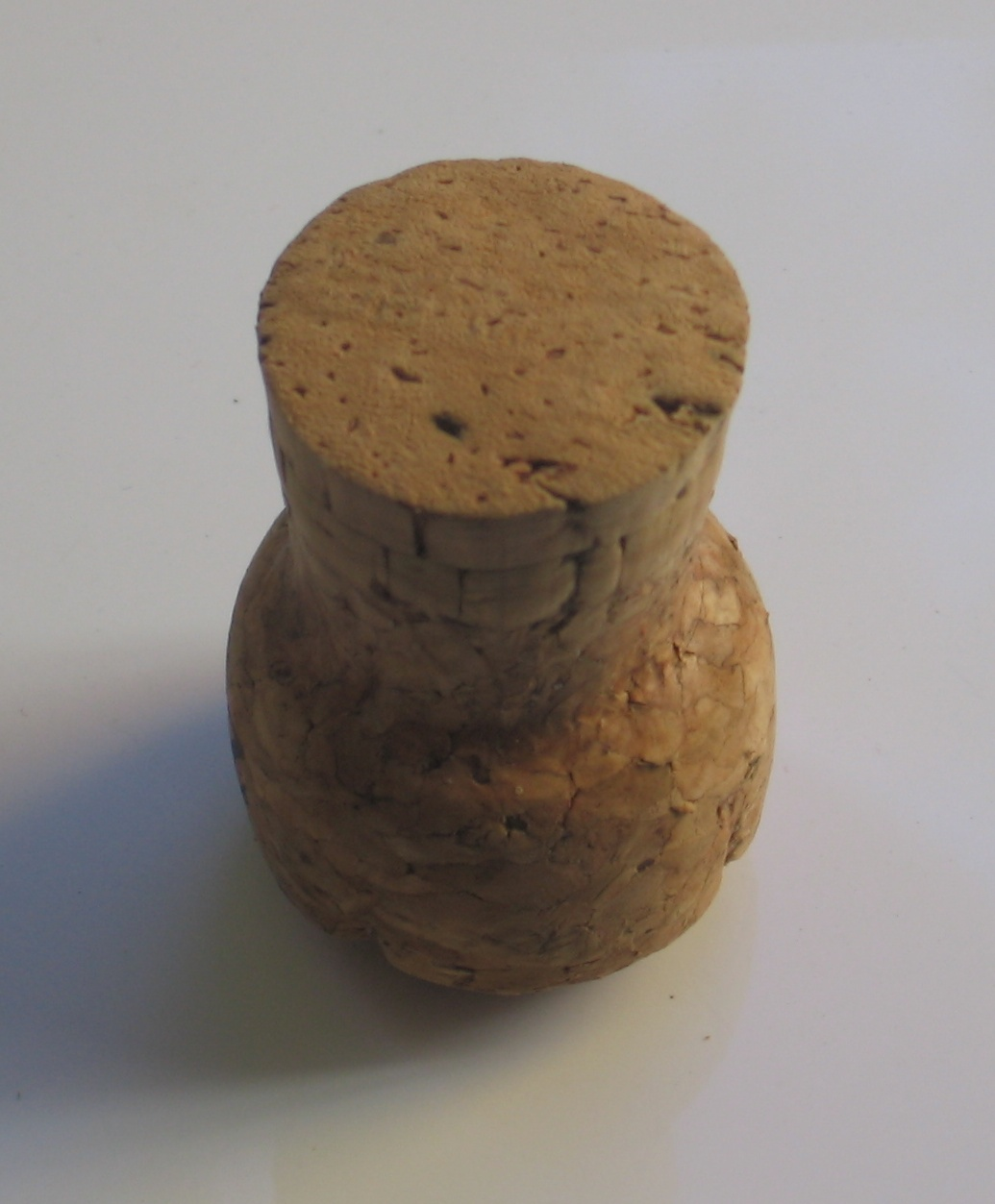
Tap de suro

Quan l'ampolla està en punta, totalment invertida, es fa el procés de degollament. Segons el procés artesanal es destapa l'ampolla deixant sortir una petita quantitat d'escuma. Avui aquesta operació es fa mitjançant la congelació del coll de l'ampolla. Al destapar-la es dispara el bloc de gel del coll amb els pòsits atrapats. Es pot substituir el líquid perdut en el degollament amb l'anomenat licor d'expedició, que és sucre dissolt en vi blanc. La quantitat sucre que contingui aquest licor determinarà el tipus de cava.
Finalment, l'ampolla es torna a tapar, aquesta vegada amb el conegut tap de suro natural característic en forma de bolet, subjectat amb un morrió de filferro o una grapa metàl·lica i una placa de metall, que normalment conté el logotip del fabricant. després d'haver-hi agregat licor d'expedició, que és una mescla de vi anyenc i altres compostos permesos per la Denominació d'Origen, i que permet compensar la pèrdua de líquid ocorreguda en el degoll.
Per permetre una perfecta amalgama entre el vi escumós i el licor d'expedició, les ampolles es conserven encara en el celler durant uns mesos, amb una durada per aquest període que depèn de l'elecció del celler.